# Wladimir Fedossejewitsch Rajewski
Wladimir Fedossejewitsch Rajewski (russisch Владимир Федосеевич Раевский, wiss. Transliteration Vladimir Fedoseevič Raevskij; geb. 1795; gest. 1872) war ein russischer Dichter, Publizist und Dezembrist.

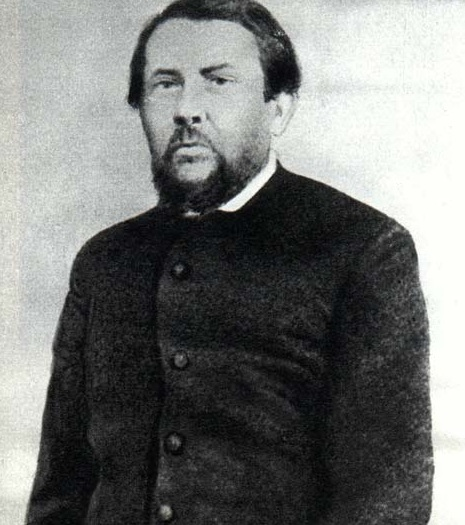
Wladimir Rajewski (1795–1872)

## Leben und Werk
Er wurde in einer adligen Familie geboren. Wegen seiner frühen Verhaftung unter dem Vorwurf der revolutionären Agitation unter den Soldaten und Kadetten gilt er als der ‚Erste Dekabrist‘. Nach jahrelanger Untersuchungshaft wurde er nach Sibirien verbannt.
Neben seinem schriftstellerischen Leben sammelte er auch militärische Erfahrung, wobei er mit gegen Napoleon kämpfte und am Krieg ab 1812 teilnahm.
Er war Mitglied im Wohlfahrtsbund. Er wurde am 6. Februar 1822 wegen revolutionärer Propaganda unter Soldaten in Schulen für gegenseitiges Lernen unter dem System des englischen Pädagogen Joseph Lancaster verhaftet. Er wurde in der Festung Tiraspol inhaftiert, wo er bis Januar 1826 blieb. Am 21. Januar 1826 wurde er in die Peter-und-Paul-Festung gebracht. Ab August 1826 war Rajewski in der Festung Zamość in der Woiwodschaft Lublin inhaftiert. Am 15. Oktober 1827 wurde Rajewski zu Entzug von Rang, Adel und Verbannung nach Sibirien verurteilt, wo er für den Rest seines Lebens blieb.
In der sibirischen Verbannung in Olonki (in der Oblast Irkutsk) hatte er als Bauer und Getreidehändler gearbeitet und dort eine Schule gegründet.

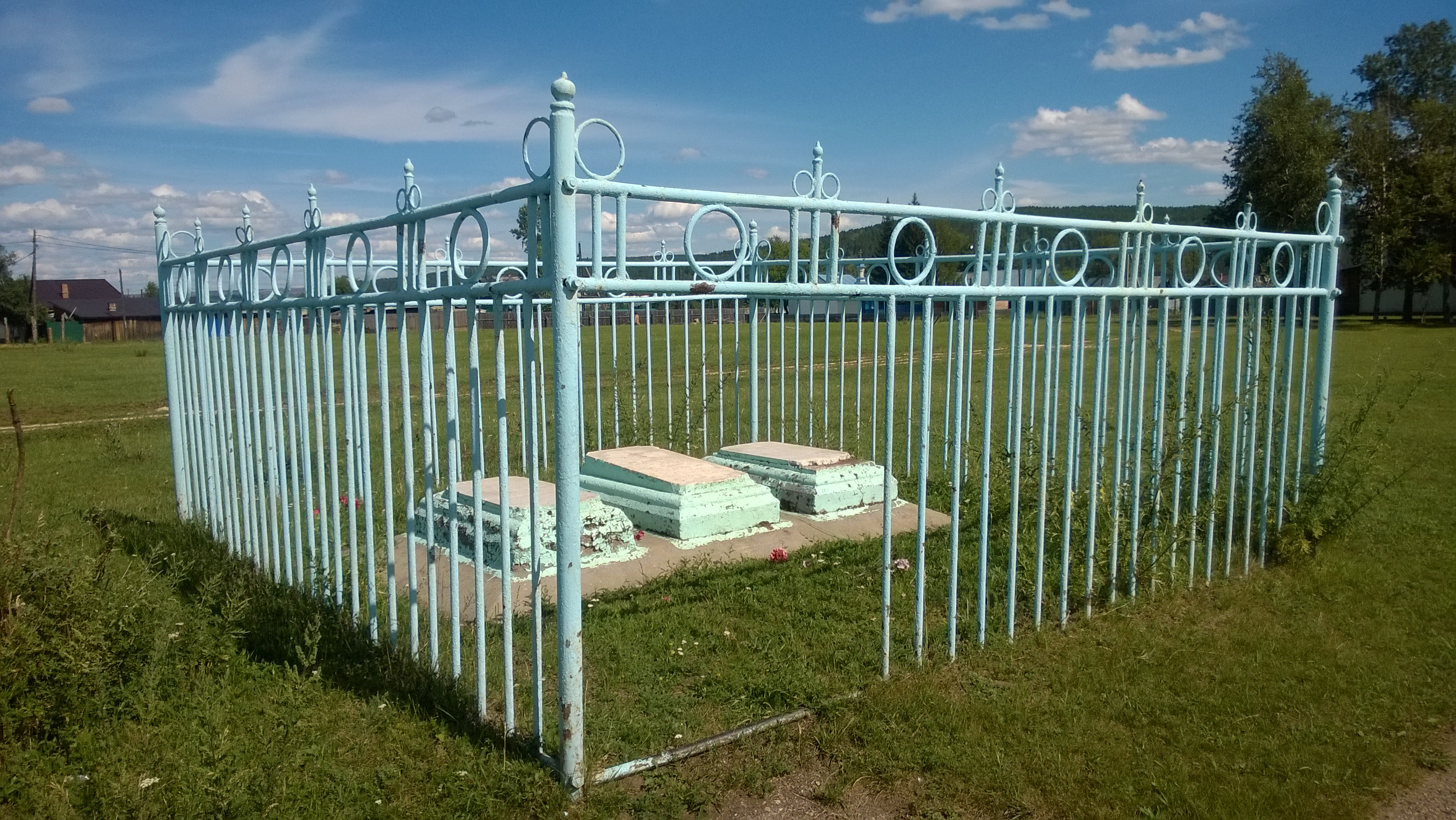
Das Grab von Wladimir Rajewski im Dorf Olonki

Sein Grab befindet sich im Dorf Olonki, wo auch sein Garten erhalten geblieben ist und sich heute ein Museum auf seinem Anwesen befindet.
Dem Autor Ja. L. Garbusenko  zufolge Rajewski setzte die Tradition der Dichter der neoklassischen Schule von N. I. Gneditsch und P. A. Katenin fort. Die Satire Ich lache und weine erinnere an die denunziatorischen Monologe von Tschatskij in Wehe dem Verstand von A. S. Gribojedow. In denselben Jahren verfasste er journalistische Werke: Über die Sklaverei der Bauern und die Notwendigkeit einer raschen Umgestaltung in Russland und Über den Soldaten, in denen Rajewski die Leibeigenschaft schärfer verurteilte als die Dekabristen. Rajewskis beste Werke wurden in einer Festung geschrieben: Der Sänger im Kerker / Певец в темнице (1822), An meine Freunde in Kischinew / К друзьям в Кишинев (1822); sie wurden über Kopien verbreitet. Der Protest gegen Willkür und Gewalt wird in ihnen mit einem Aufruf zum Kampf und zum Heldentum verbunden.

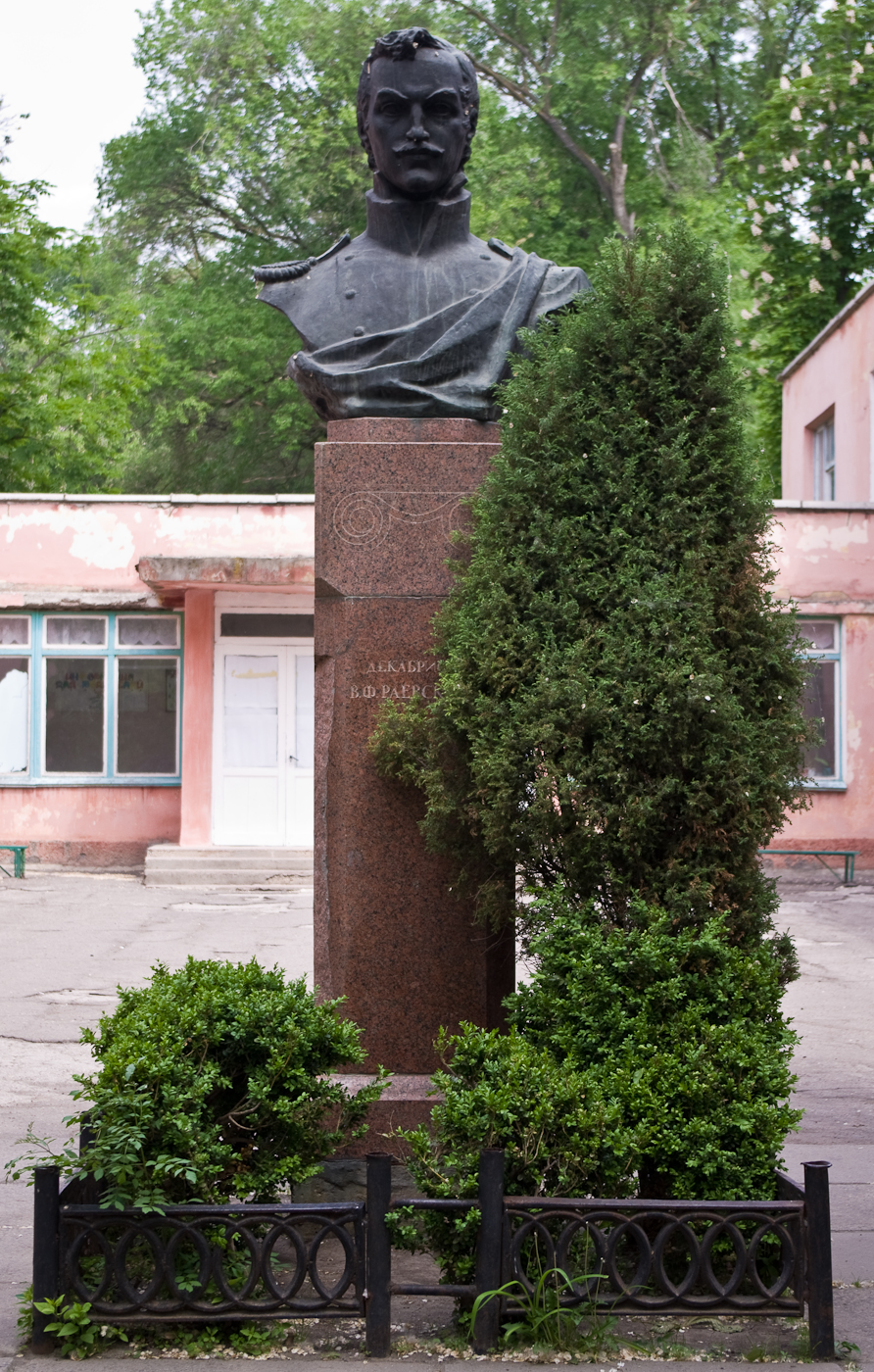
Büste von Wladimir Rajewski in Tiraspol